# Рачунское водохранилище
Рачу́нское водохранилище (бел. Рачу́нскае вадасховішча, редко Снигянское водохранилище) — водохранилище в Белоруссии, в Сморгонском районе Гродненской области, на реке Ошмянка. Построено для энергетических целей в 1958 году путём перекрытия долины реки у деревни Малые Рачуны плотиной. Площадь зеркала 1,5 км², наибольшая глубина 4,4 метра, средняя — 1,6 метра. Высота над уровнем моря — 147,1 м. Объём воды — 0,00229 км³.

## Строение котловины
Котловина водохранилища вытянута почти в меридиональном направлении в долинах рек Ошмянка и Кернава, состоит из двух заливов. Длина 6,9 км, наибольшая ширина 0,8 км, длина береговой линии 13,8 км. Склоны преимущественно холмистые, берега высокие. Почти 70 % дна — мелководья с глубинами менее 2 метров, активно заиляются. В южной части водохранилища остров площадью около 0,1 км².

## Водный режим
Площадь водосбора составляет 840 км², объём воды — 2,3 млн м³. Колебания уровня незначительные. Проточность сильная, среднегодовой сток составляет 242 млн м³. Зарастает хвощом, аиром, манником, роголистником, кубышкой, рдестами.

## Использование

### Гидроэнергетика
Рачунская гидроэлектростанция введена в эксплуатацию в 1959 году, функционировала до 1977 года, после чего была заброшена. В 1999—2001 годах была произведена реконструкция ГЭС — демонтированы турбины и направляющие аппараты, полностью разобрано оборудование, заменены изношенные детали, установлены новые электрические генераторы. Работы выполняла НПО «Малая энергетика» и «Гродноэнерго». После монтажа и наладки отремонтированного оборудования, 5 февраля 2001 года, Рачунская ГЭС мощностью 200 кВт была введена в эксплуатацию. В 2004 году дополнительно установлена турбина типа ГЭУ-100, мощностью 100 кВт, производства ООО «Промышленный союз — Энергия». Годовая выработка электроэнергии — 1,5 млн кВт⋅часов.

### Рыболовство
Водохранилище используется для разведения рыбы и как зона отдыха. Популярное место летней и зимней рыбалки (водится щука, окунь, ёрш). Изрезанный рельеф дна водохранилища, острова и затопленный кустарник, а также залитое русло впадающего ручья представляют хорошие убежища для молоди и места для засад хищников. Особый интерес представляет подледная ловля окуня на блесну и мормышку, а также щук на зимние жерлицы. На берегу расположена охотничье-рыболовная база, лодочная станция.